# Port lotniczy Mestia
Port lotniczy Mestia (także Queen Tamar Airport) – port lotniczy obsługujący miejscowość Mestia w Gruzji. Port został nazwany imieniem Tamary, królowej Gruzji z XII/XIII wieku.

## Linie lotnicze i połączenia
| Linia lotnicza       | Kierunek                 |
| -------------------- | ------------------------ |
| Vanilla Sky Airlines | 1. Kutaisi 2. Natachtari |